# JFS (文件系统)
JFS（英語：Journaled File System）是一款由IBM开发的64位日志文件系统。支持AIX，eComStation，OS/2和Linux等操作系统。针对后者根据GNU通用公共许可证（GPL）的条款以自由软件形式提供。 HP-UX有另一个名为JFS的不同文件系统，即为由Veritas Software开发的OEM版VxFS。
在AIX操作系统中，存在两代JFS文件系统，分别称为JFS（JFS1）和JFS2  在其他操作系统，如OS / 2和Linux中，只有第二代存在，简称为JFS。 这不应该与AIX中实际引用JFS1的JFS相混淆。